# Liste der Kulturdenkmäler in Lirstal
In der Liste der Kulturdenkmäler in Lirstal sind alle Kulturdenkmäler der rheinland-pfälzischen Ortsgemeinde Lirstal aufgeführt. Grundlage ist die Denkmalliste des Landes Rheinland-Pfalz (Stand: 17. Juli 2023).

## Einzeldenkmäler
| Bezeichnung                                    | Lage                               | Baujahr | Beschreibung                                  | Bild                           |
| ---------------------------------------------- | ---------------------------------- | ------- | --------------------------------------------- | ------------------------------ |
| Katholische Kapelle Unserer lieben Frau Fatima | Hauptstraße Lage                   | um 1952 | dreiachsiger Saalbau, um 1952                 | weitere Bilder Fotos hochladen |
| Wegekreuz                                      | südlich des Ortes an der L 95 Lage | 1776    | Balkenkreuz, Basalt, bezeichnet 1776 (Kopie?) | weitere Bilder Fotos hochladen |